# ويليام لويس هيرندون
كان الآمر ويليام لويس هيرندون (بالإنجليزية: William Lewis Herndon)‏ (وُلد في يوم 25 أكتوبر من عام 1813 – توفي في يوم 12 سبتمبر من عام 1857) واحدًا من أبرز مستكشفي وبحارة البحرية الأمريكية. قاد بعثة استكشافية أمريكية في عام 1851 إلى وادي الأمازون، وقدّم تقريرًا نُشر في عام 1854 وجرى توزيعه على نطاق واسع تحت اسم استكشاف وادي الأمازون.
اشتُهر بصورة خاصة لتأمينه إنقاذ 152 امرأة وطفلًا حينما كان قائدًا لباخرة البريد التجارية سينترال أميركا في سبتمبر من العام 1857. خرجت السفينة عن السيطرة وقتما ضرب إعصار دام ثلاثة أيام قبالة سواحل نورث كارولاينا. تمكن هيرندون من ترتيب نقل بعض النساء والأطفال بأمان من السفينة إلى مركبة أخرى. مع استحالة إنقاذ السفينة، اختار هيرندون البقاء مع أكثر من 400 مسافر وطاقم غرقوا مع غرقها قبالة رأس هاتيراس في يوم 12 سبتمبر. لقد كانت أكبر خسارة بشرية في كارثة تخص سفينة تجارية حدثت في تاريخ الولايات المتحدة.
بعد عامين، تزوجت ابنته إيلين لويس هيرندون من تشستر أيه. آرثر، الرئيس المستقبلي للولايات المتحدة.

## نشأته وعائلته
وُلد ويليام لويس هيرندون في فريدريكسبيورغ، فرجينيا. تزوج من فرانسيس إليزابيث هانسبورو وأنجبا ابنةً هي إيلين لويس هيرندون (زوجة تشتسر أيه. آرثر المستقبلية)، التي وُلدت في كولبيبر، فرجينيا. كانت ابنة أخته الكبرى الروائية لوسي هيرندون كروكيت.

## خدمته في البحرية

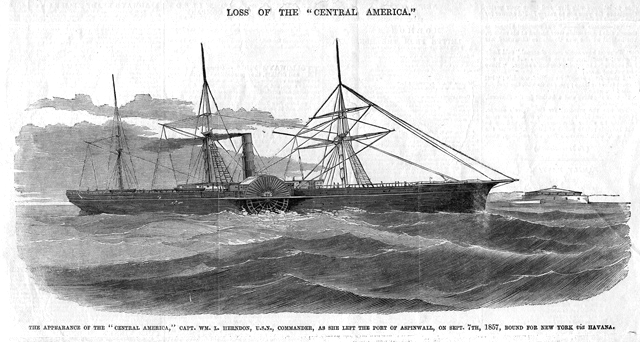
إس إس أمريكا الوسطى

عُين هيرندون ضابط صف بحري في الأول من نوفمبر من عام 1828. أصبح مؤهلًا للترقي إلى ملازم في عام 1834 ورُقي إلى ملازم في عام 1841. أبحر في المحيط الهادئ، وجنوب أمريكا، والبحر الأبيض المتوسط، ومياه الخليج منذ ذلك الحين حتى عام 1842.
من عام 1842 إلى عام 1846، خدم في مركز الخرائط والأدوات التابع لمرصد البحرية مع ابن عمه الأول ونسيبه ماثيو فونتين موري. أعدا خرائط أوقيانوغرافية وأنجزا أعمالًا علمية أخرى لا تقدر بثمن فيما يتعلق بأمان الملاحة البحرية ودقتها.
خلال الحرب المكسيكية الأمريكية، قاد هيرندون السفينة الشراعية آيريس بامتياز.

### استكشاف الأمازون
ترأس هيرندون في عام 1851 بعثة مهمتها استشكاف وادي الأمازون، وهي منطقة شاسعة لم يرسم الأوروبيون خريطتها، رغم أنها مأهولة من قبل العديد من قبائل السكان الأصليين منذ آلاف السنين. كانت غاية البعثة التحقق من الموارد التجارية وإمكانيات الوادي. غادر هيرندون بصحبة الملازم لاردنر غيبون وخمسة آخرون من ليما، بيرو، في يوم 21 مايو من عام 1851، واتجهوا نحو الأدغال. بعد عبور جبال كوردييرا، انفصل غيبون عن المجموعة ليستكشف الروافد البوليفية لنهر الأمازون بينما تابع هيرندون لاستكشاف الجذع الرئيسي. بعد رحلة مسافتها 4,366 ميل، عبرت به البرية من مستوى سطح البحر إلى ارتفاع 16,199 قدم، بلغ هيرندون مدينة بارا، البرازيل في يوم 11 أبريل من عام 1852.
في يوم 26 يناير من عام 1853، قدم هيرندون تقريرًا موسوعيًا ومصورًا يتألف من 414 صفحة إلى الأمين العام للبحرية جون بّي. كينيدي. نشرت البحرية التقرير في عام 1854 تحت اسم استكشاف وادي الأمازون. أمرت البحرية «بطباعة 10,000 نسخة إضافية لتكون تحت تصرف مجلس الشيوخ». جرى تداول التقرير على نطاق واسع واستُشهد به في أعمال متعلقة بالإثنولوجيا والتاريخ الطبيعي.

## وصلات خارجية
- ويليام لويس هيرندون على موقع الموسوعة البريطانية (الإنجليزية)